# Larry Junstrom
Lawrence E. Junstrom (Pittsburgh, Pensilvania, 22 de junio de 1949-6 de octubre de 2019), más conocido como Larry Junstrom, fue un músico, guitarrista y bajista estadounidense, conocido por ser el fundador de la banda de rock sureño Lynyrd Skynyrd y formar parte de 38 Special.

## Biografía
Fue el bajista de Lynyrd Skynyrd desde su formación en 1964 hasta que fue reemplazado por Greg T. Walker en 1972. Donnie Van Zant, el hermano menor del líder de la banda, Ronnie Van Zant, formó 38 Special en 1974, sumando a Junstrom en 1977. 
Se retiró de la banda en 2014, después de una lesión en la mano que necesitó una operación.